# Besh Āqāj
Besh Āqāj (persiska: بش آقاج, Besh Āghāj) är en ort i Iran.   Den ligger i provinsen Khorasan, i den nordöstra delen av landet, 600 km öster om huvudstaden Teheran. Besh Āqāj ligger 1 649 meter över havet och antalet invånare är 351.
Terrängen runt Besh Āqāj är kuperad västerut, men österut är den platt. Terrängen runt Besh Āqāj sluttar brant österut. Runt Besh Āqāj är det ganska glesbefolkat, med 43 invånare per kvadratkilometer. Närmaste större samhälle är Dāvodlī, 18,5 km nordost om Besh Āqāj. Omgivningarna runt Besh Āqāj är i huvudsak ett öppet busklandskap.